# Luis Noguera
Luis Alberto Noguera Urquia (12 de octubre de 1973) es un deportista venezolano que compitió en taekwondo.
Ganó una medalla de bronce en el Campeonato Mundial de Taekwondo de 1993, y una medalla de oro en el Campeonato Panamericano de Taekwondo de 1992. En los Juegos Panamericanos de 1999 consiguió una medalla de oro.

## Palmarés internacional
| Campeonato Mundial      | Campeonato Mundial                | Campeonato Mundial | Campeonato Mundial |
| Año                     | Lugar                             | Medalla            | Categoría          |
| ----------------------- | --------------------------------- | ------------------ | ------------------ |
| 1993                    | Nueva York (Estados Unidos)       | Medalla de bronce  | –83 kg             |
| Juegos Panamericanos    |                                   |                    |                    |
| Año                     | Lugar                             | Medalla            | Categoría          |
| 1999                    | Winnipeg (Canadá)                 | Medalla de oro     | +80 kg             |
| Campeonato Panamericano |                                   |                    |                    |
| Año                     | Lugar                             | Medalla            | Categoría          |
| 1992                    | Colorado Springs (Estados Unidos) | Medalla de oro     | –83 kg             |